# Даша (богиня)
Даша (санскр. दशा, гудж. દશામાં), также известна под именами Момай, Харсидхи и др. — морская богиня в индуизме.

## Имена
Даша, Даша Маа, Даша Мата, Момай, Момай Маа, Момай Мата, Харсидхи, Харсидхи Мата, Харсидх Бхвани, Ваханвати Мата, Синдхой Мата, Харшал, Харшад, Харшат, Шикотар, Сикотар, Харшад Амба, Счастливая Мать.

## Культ
Является одной из ипостасей Дурги, а также Кали и Деви. Культ Даши распространён в штате Гуджарат. Главный храм расположен в деревне Гандвхи, в 30 км от Порбандара. По легенде, храм был построен Кришной в ознаменование победы над асурами. Даше поклоняются многие общины брахманов, кшатриев, брахма-кшатриев, вайшьев, каста лохана, раджпуты, джайны, а также рыбаки и другие прибрежные общины. Является покровительницей мореходов. Ваханой Даши является верблюд.

## Мантры
- Мантра, прославляющая Дашу на YouTube.
- Южноиндийская санскритская мантра